# Merchants Exchange Building (San Francisco)
El Merchants Exchange Building es un edificio de oficinas ubicado en 465 California Street, San Francisco (Estados Unidos). Fue terminado en 1904.

## Historia
Merchants Exchange en realidad se refiere a tres edificios distintos en la historia de la ciudad, el primero en Battery Street y los dos últimos en el sitio actual en California Street, entre Montgomery Street y Leidesdorff Alley.

### Antecesores
El edificio original de Battery Street, a dos cuadras del sitio actual, era una estructura de ladrillo de tres pisos construida en 1851 para albergar a la Merchants Exchange, una asociación de comerciantes y empresarios de la ciudad. Tenía una biblioteca y una sala de reuniones con boletines sobre la llegada de barcos y cargamentos. Los vigilantes en el techo transmitían mensajes de los barcos que llegaban a los comerciantes en la sala de reuniones de abajo, para que luego pudieran correr a los muelles para encontrarse con ellos.
La segunda estructura, en la calle California, también era un edificio de tres pisos, pero de estilo Beaux-Arts. Al estar situado más tierra adentro que su antecesor, disponía de una torre con el fin de observar los barcos. A esto le sucedió un rascacielos de quince pisos en 1904, que aún se mantiene en pie.

### Diseño
El rascacielos fue diseñado por los arquitectos Daniel Burnham y Willis Polk en Beaux-Arts, y presenta un esqueleto de estructura de acero moderno y una fachada de granito de Tennessee y revestimiento de ladrillo. Fue diseñado para llevar muchas de las funciones de sus predecesores, al mismo tiempo que sirve en la capacidad de un edificio de oficinas moderno. Tenía una gran sala de reuniones (que hoy funciona como banco) y una torre de observación (que hoy no existe). Era uno de los edificios más altos de la ciudad en el momento del Terremoto de San Francisco de 1906.
Aunque fue uno de los pocos edificios que sobrevivió al terremoto y los incendios posteriores, sufrió graves daños. La Ciudad creía que una reparación rápida ayudaría a crear un sentido de esperanza y seguridad para muchos habitantes de San Francisco, y Polk lo logró, con la ayuda de la arquitecta naciente Julia Morgan.
Morgan diseñó el nuevo vestíbulo de mármol con tragaluz, que conducía al gran salón. Morgan diseñó las columnas jónicas de mármol de la sala, el artesonado y los tragaluces abovedados. También encargó al destacado artista marítimo William Coulter que pintara los cinco murales de la sala. Cada uno de los murales de 16 por 18 representa una escena de navegación. Originalmente la sala de reuniones principal, el salón ahora está ocupado por California Bank & Trust. Los diseños de Morgan también se extienden a las lámparas Beaux-Arts y las águilas de bronce en el exterior. En 1907, Morgan trasladó su oficina al decimotercer piso del edificio, después de que el anterior fuera demolido por el terremoto. Lo mantuvo aquí por el resto de su carrera.
En el piso 15 estaba el Club Comercial, un centro de poder político de los ricos de la ciudad. Tras el terremoto de 1906, el alcalde James Rolph llevó a cabo reuniones aquí para planificar la Exposición Universal de San Francisco de 1915, así como eventos para recaudar fondos. Tras las renovaciones en 1995, el Club fue rebautizado Julia Morgan Ballroom.

## Galería

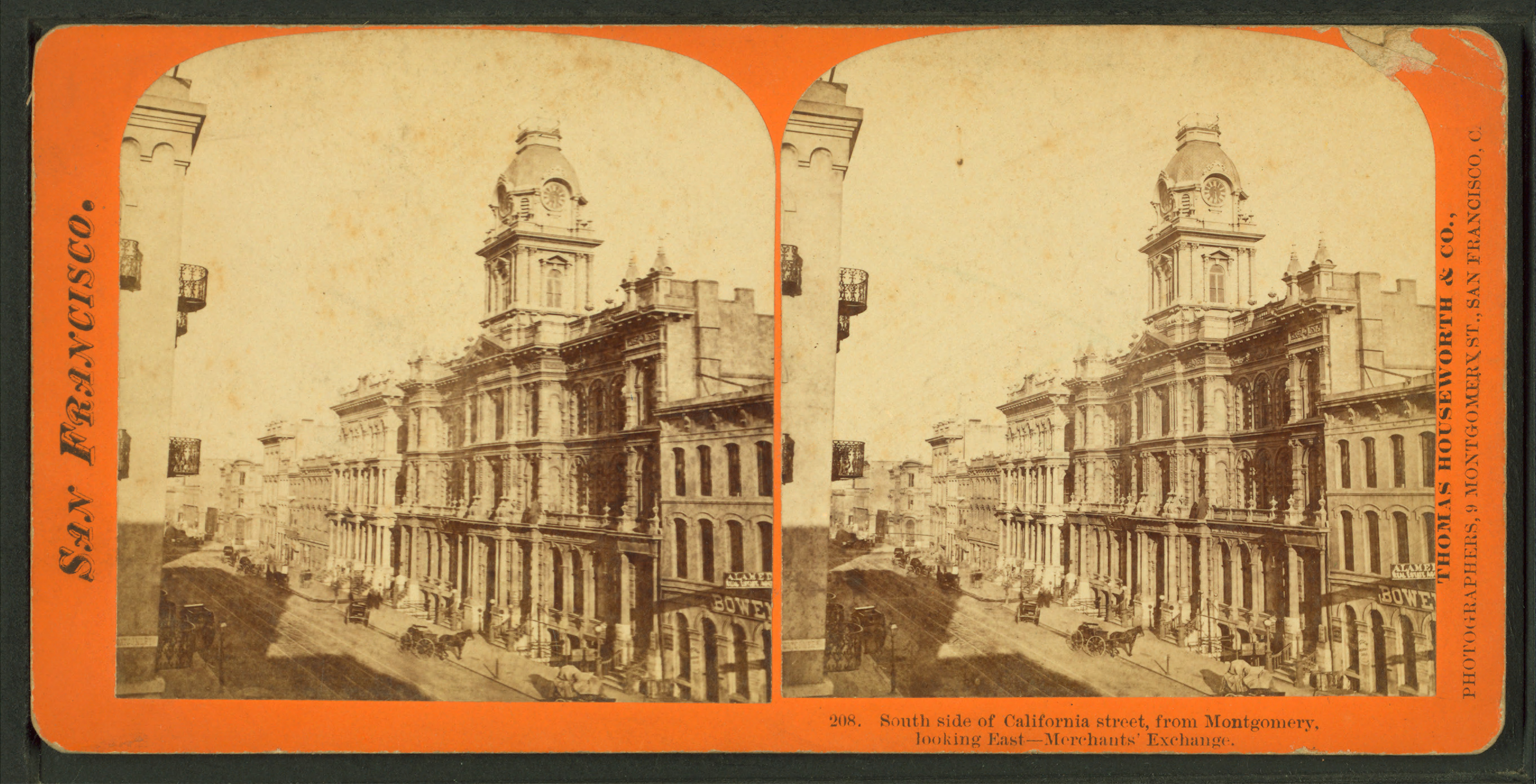
El segundo Merchants Exchange Building era un edificio de estilo Beaux-Arts. Fue demolido para dar paso a la torre actual
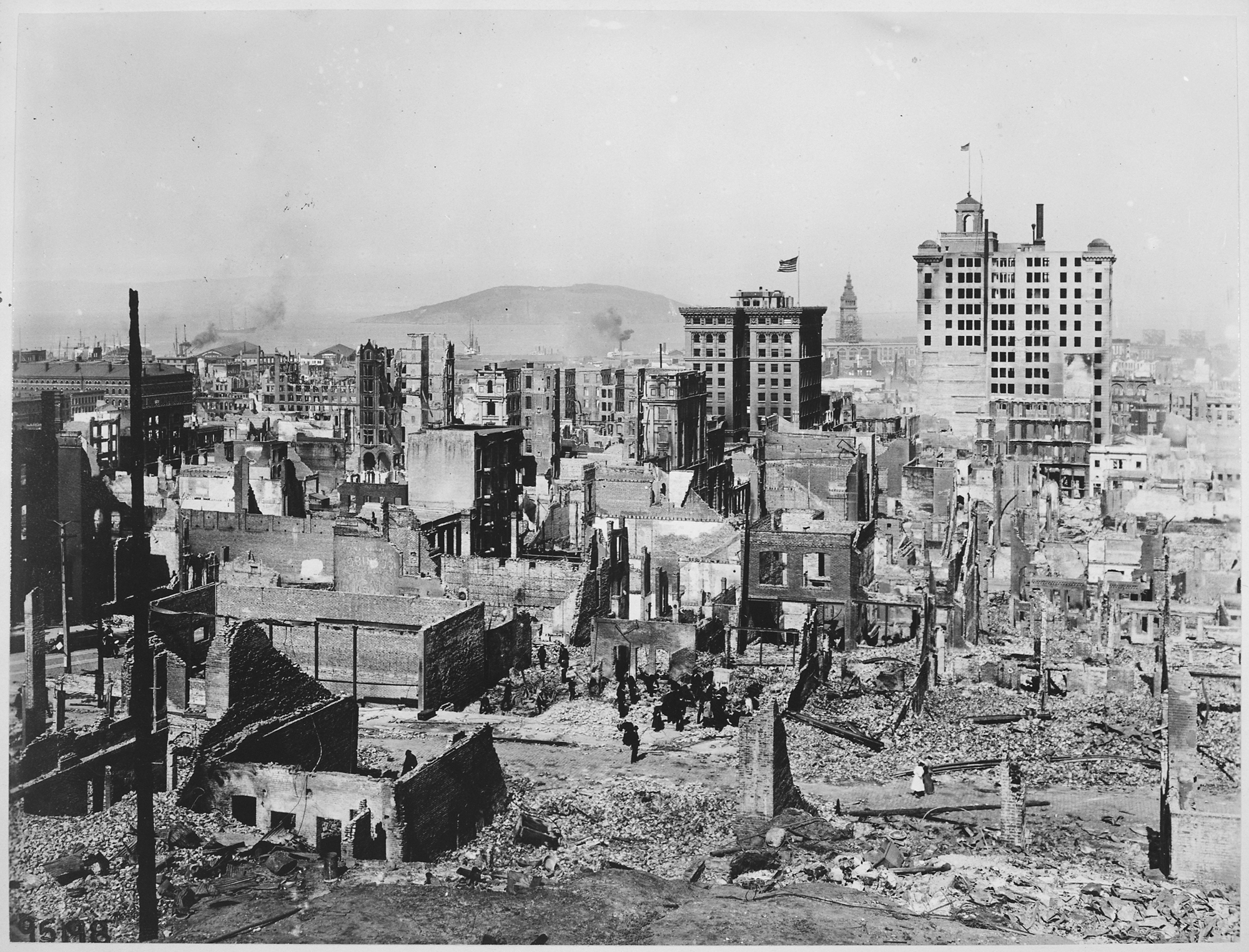
El Merchants Exchange Building (en el centro, con una bandera) tras el terremoto de 1906
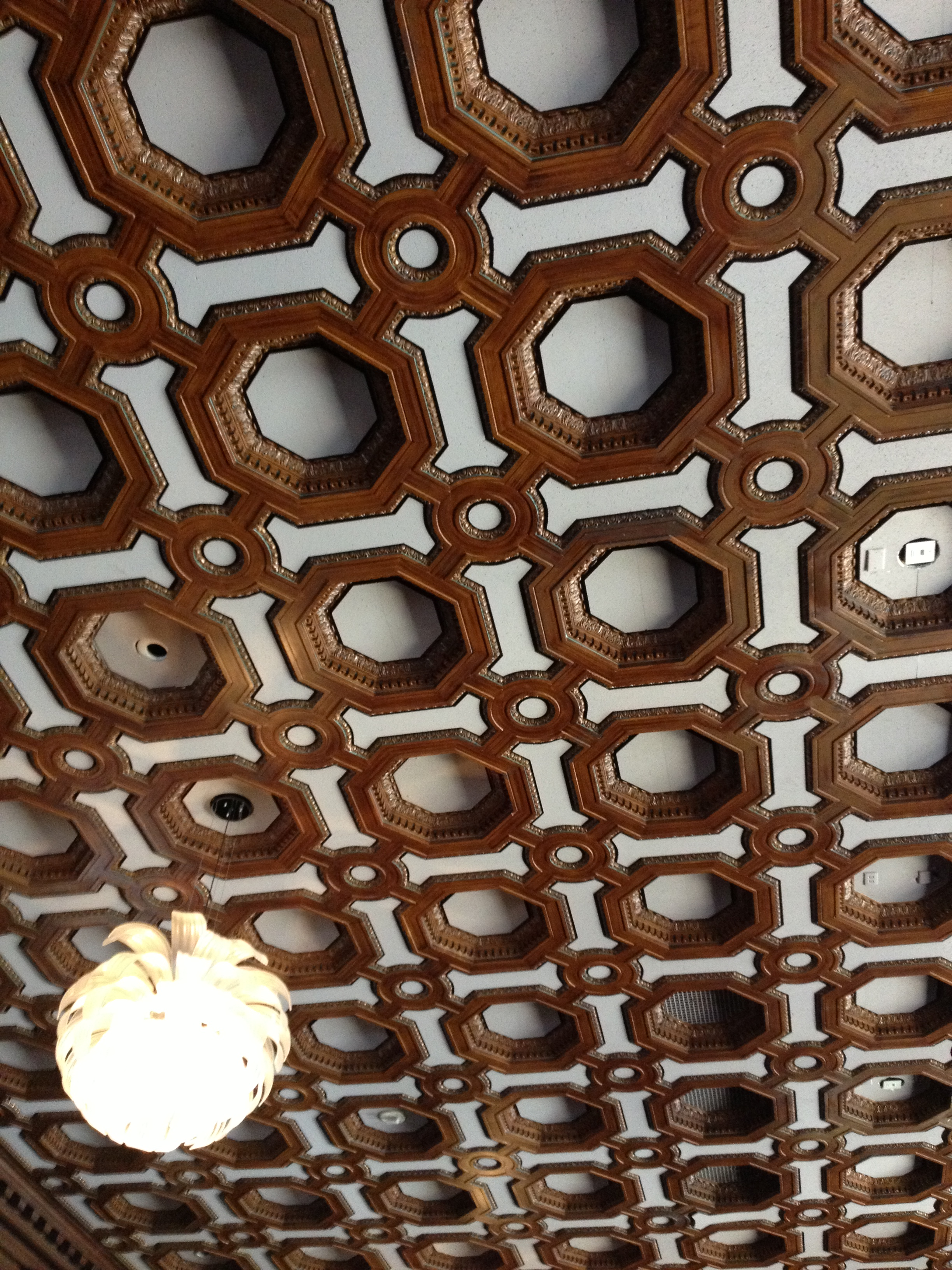
Techo en el salón de baile Julia Morgan